# José María Langlais
José María Langlais (Buenos Aires, Argentina, 25 de noviembre de 1934 - Ibidem, 4 de febrero de 2006) fue un actor de cine, teatro y televisión argentino.

## Su carrera en el teatro
Atraído por la actuación desde muy joven, se inició en  el arte escénico integrando varios elencos independientes. Comenzó su carrera profesional en la obra Santos Vega, junto a Francisco Martínez Allende, y con Juan Moreira al lado de Francisco Petrone. Más adelante participó en la representación de diversas obras, entre otras El novio, Vivir es formidable, Ojo por ojo y Una viuda difícil (dirigido por Cecilio Madanes en el teatro Caminito).
Uno de sus más importantes éxitos escénicos, con el que recorrió varios países fue su papel protagónico –y su personaje más amado- en El hombre de La Mancha, la adaptación del musical de Broadway con el que, en dos ocasiones, mantuvo largas temporadas teatrales. Sus últimas actuaciones fueron en la obra El Cristo roto que presentaba en distintos teatros.

## Actuación en cine
Debutó en cine en 1961 dirigido por Ángel Acciaresi acompañando a Jardel Filho en la coproducción argentino-brasileña Tercer Mundo – Pedro e Paulo sobre la vida de dos sacerdotes católicos, que recién fue estrenada en el país en 1973. Comenzó a ser conocido en el cine cuando actuó dirigido por Julio Saraceni en 1962 integrando un elenco encabezado por José Marrone en el filme Cristóbal Colón en la Facultad de Medicina, una versión de la obra teatral de André Mouezy-Eón y Robert Francheville que había sido representada ya en los años 20 por Florencio Parravicini. 
Más adelante participó en otras películas como Los guerrilleros con Arturo García Buhr y Bárbara Mujica y dirigida por Lucas Demare, Bicho raro dirigida por Carlos Rinaldi con Luis Sandrini como principal protagonista, Orden de matar - donde comete un asesinato en el subte-  con Jorge Salcedo y Nelly Meden bajo la dirección de Román Viñoly Barreto, las tres de 1965, La buena vida (1966), junto a Fernanda Mistral dirigidos por René Mugica y Con alma y vida dirigida en 1970 por David José Kohon, secundando a María Aurelia Bisutti y Norberto Aroldi. Su última aparición en cine fue en el documental Nadie Inquietó Más - Narciso Ibáñez Menta, de Gustavo Mendoza, que lo entrevista como uno de los actores que estuvo cerca del que puede decirse que – como Lon Chaney-  fue un "hombre de las mil caras".

## Langlais en televisión
En 1960 participó del ya mítico programa transmitido por Canal 9 dentro del ciclo Obras Maestras del Terror de la adaptación de Narciso Ibáñez Serrador del clásico El fantasma de la Ópera de Gastón Leroux dirigido y representado por Narciso Ibáñez Menta. Cabe recordar que se dice que fue el primer y único programa de audiencia total, o sea que estaba en la pantalla de todos los televisores encendidos y cuenta la leyenda que cines y teatros debieron demorar el inicio de su función sabatina para permitir que el público llegara luego de la hora de finalización del programa.
Luego vineron, entre otros, ¿Es usted el asesino?  (1961), de nuevo con Ibáñez Menta, Caer en la tentación (1963) y El día nació viejo (1964), junto a Alberto Argibay, Irma Roy y Fernanda Mistral. A partir de 1965 fue uno de los Cuatro hombres para Eva –los otros eran Eduardo Rudy, Jorge Barreiro y Rodolfo Bebán- , la telenovela escrita por Nené Cascallar que le daría una enorme popularidad y en la que interpretaba al divorciado, un médico capaz de conflictos y renunciamientos para defender sus ideales. Luego siguieron  La pulpera de Santa Lucía (1968) con María Aurelia Bisutti, Pobre diabla (1973) y Piel naranja (1975) y actuaciones en el Ciclo Myriam de Urquijo (1969) y en Alta comedia (1973).
Algunos de los otros teleteatros en los que actuó fueron Hombres y mujeres de blanco, Distrito Norte y Operación Cero. En 2000 y tras un paréntesis de 12 años, participó de un episodio de Tiempo final de Sebastián Borensztein.

## Actuación en radio
Langlais estuvo participando del ciclo de radioteatros, en vivo Permiso para imaginar, dirigido por Alberto Migré.

## Últimos años
En sus últimos años daba cursos de capacitación de la voz en la Facultad de Derecho de la UBA, y presentaba en distintos teatros la obra El Cristo roto. Finalmente su salud estaba muy  deteriorada a raíz de un tumor cerebral por el cual fue sometido a diversos tratamientos e incluso a una operación, pocos días antes de su fallecimiento ocurrido el 4 de febrero de 2006. Sus restos, que fueron despedidos con los versos del Quijote que tantas veces entonara en vida, por las voces de sus hijos Gabriel y María José, fueron inhumados en el Panteón de Actores del cementerio de la Chacarita.

## Televisión
- Tiempo final (2000) 1 episodio.
  - Pito final (2000).
- Ella contra mí (1988) Serie .... Damián.
- Tal como somos (1984) Serie TV.
- Celos (1982) Telenovela Chilena .... Joaquín Salas Bau.
- Las 24 horas (1981) Serie
- El Rafa (1981) Serie .... Coco.
- El otro (1979).
- Mañana puedo morir (1979).
- Selenio... o el poder que ama (1978-1979) Serie .... Sebastián.
- Renato (1978) Serie .... Raúl Cabrera Vallejos.
- Piel naranja (1975) Serie.... Dr. Castillo.
- Alta comedia (1 episodio, 1973).
  - Memorias de una mala mujer (1973).... Lord Windermere.
- Pobre diabla (1973) Serie.... Ariel Mejía Guzmán (padre)
- Y... ellos visten de negro (1973)
- El exterminador (1972) miniserie .... Arthur.
- Ciclo Myriam de Urquijo (1969) Serie.
- La pulpera de Santa Lucía (1968) Serie.
- Cuatro hombres para Eva (1965) Serie.
- El día nació viejo (1964).
- Teleteatro Colgate, Ep. "Caer en la tentación" con Silvia Legrand.
- ¿Es usted el asesino?  (1961) miniserie.
- El fantasma de la ópera (1960) miniserie .... Raoul de Chagny.

## Filmografía como actor
- Tercer Mundo o Pedro e Paulo (1973) dir. Ángel Acciaresi.
- Nadie Inquietó Más - Narciso Ibáñez Menta (2009) dir. Gustavo Mendoza .... Entrevistado

como él mismo
- Con alma y vida (1970) dir. David José Kohon
- La buena vida (1966) dir. René Mugica
- Bicho raro (1965) dir. Carlos Rinaldi
- Orden de matar (1965) dir. Román Viñoly Barreto
- Los guerrilleros (1965) dir. Lucas Demare
- María M. (1964) dir. Emilio Vieyra
- Testigo para un crimen (1963) dir. Emilio Vieyra .... Martin Peña
- Cristóbal Colón en la Facultad de Medicina (1962) dir. Julio Saraceni